# Signal de Moscou

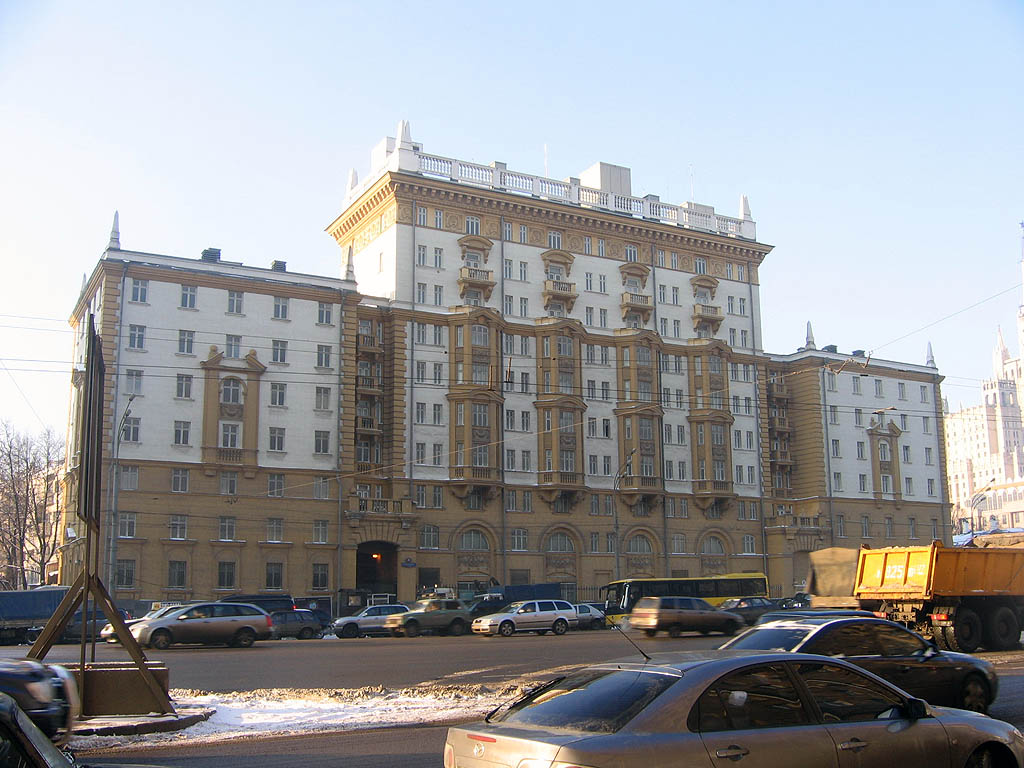
L'ambassade américaine visée par le signal destiné à déclencher le système d'écoute.

Le Signal de Moscou est une transmission micro-ondes variant entre 2,5 et 4 gigahertz, dirigée vers l'ambassade des États-Unis à Moscou entre 1953 et 1976, dont la découverte a entraîné un incident international. Le gouvernement américain a déterminé qu'il alimentait un appareil d'espionnage qui, après sa découverte, a été surnommé « La Chose » jusqu'à ce que sa fonction soit comprise. Il n'y a eu aucun effet significatif sur la santé du personnel de l'ambassade, bien que cette conclusion ait été contestée.

## Déroulement des faits
Le nom « Moscow Signal » (« Signal de Moscou ») a été utilisé par les responsables du renseignement américain pour décrire des signaux de faible puissance, enregistrés à l'ambassade des États-Unis à Moscou. Les transmissions micro-ondes ont provoqué une irradiance dans l'ambassade de seulement 5 μW/cm2, soit un millième de la fuite maximale autorisée sur un four à micro-ondes et bien en dessous de ce qui serait nécessaire pour chauffer quoi que ce soit. Cependant, ces signaux étaient cent fois plus puissants que les normes d'exposition maximale en Union soviétique, ce qui a suscité l'inquiétude des responsables américains.
Le faisceau micro-ondes provenait d'une source située dans un immeuble situé à environ 100 mètres (109 yards) à l'est du bâtiment de dix étages de l'ambassade. Les faisceaux ciblaient le côté est du bâtiment, avec les intensités les plus élevées entre le troisième et le huitième étage.
Lors de tests de routine de rayonnement de fond en 1953, les micro-ondes ont été détectées et une provenance soviétique a été soupçonnée. Onze ans plus tard, une protection contre les micro-ondes a finalement été mise en place. À l'issue d'une surveillance régulière du signal, il a été constaté que l'intensité des faisceaux avait augmenté en 1975. La découverte de ces micro-ondes n'a été connue du public — et de nombreux membres du personnel de l'ambassade — qu'en février 1976.

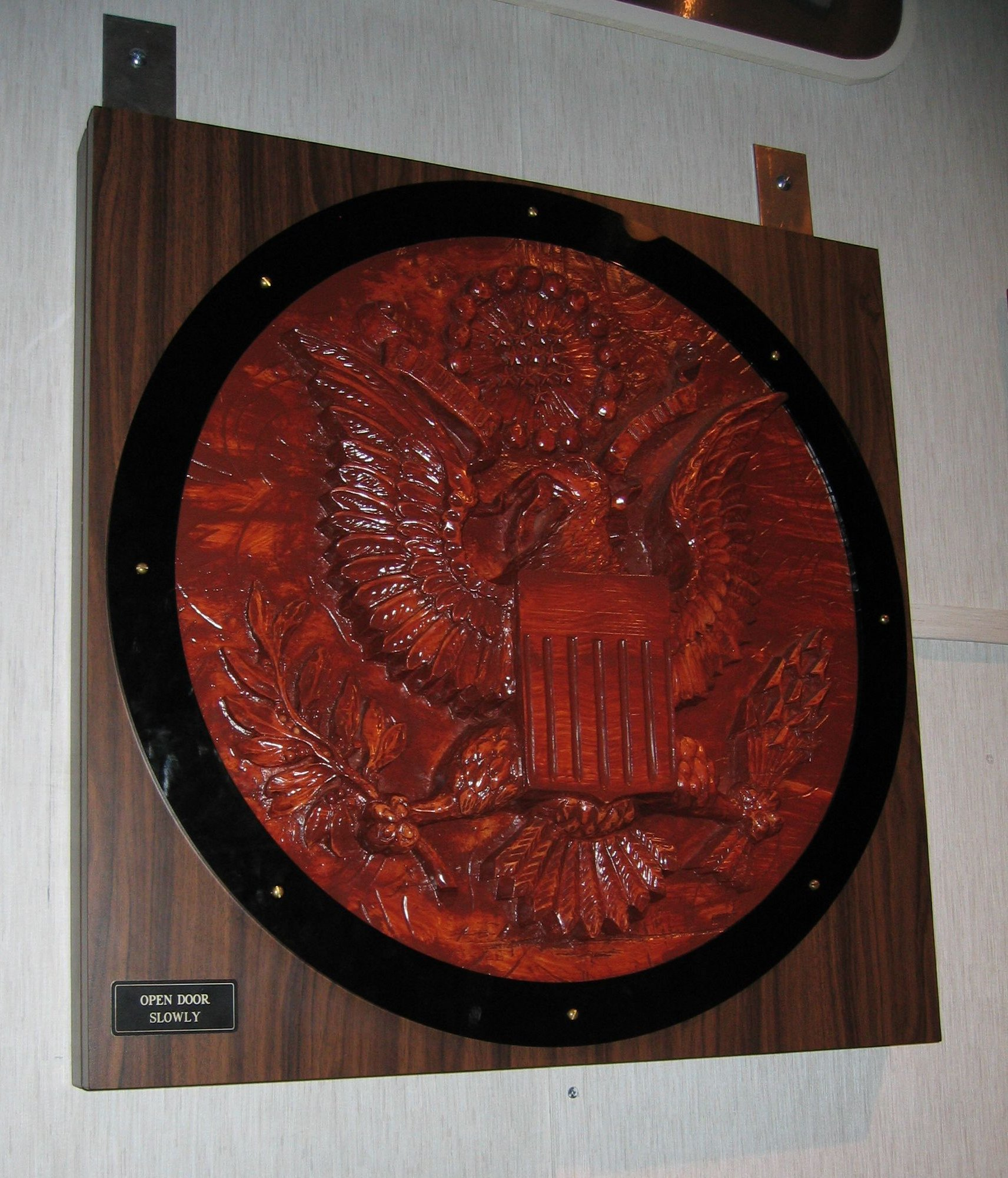
Réplique de « The Thing », le sceau mural qui contenait un dispositif d'écoute soviétique, exposée au National Cryptologic Museum.

L'une des raisons connues pour lesquelles l'Union soviétique dirigeait les transmissions micro-ondes vers l'ambassade des États-Unis est qu'elle a servi à déclencher un dispositif d'écoute caché dans un cadeau soviétique. La découverte de l'appareil par les États-Unis a été révélée en mai 1960 devant le Conseil de sécurité des Nations unies, lors d'une réunion convoquée par l'Union soviétique à la suite de l'incident de l'U-2 de 1960, au cours duquel un avion espion américain était entré sur leur territoire et avait été abattu. L'ambassadeur américain Henry Cabot Lodge Jr. a montré le dispositif d'écoute du Grand Sceau pour illustrer que les incidents d'espionnage entre les deux nations étaient mutuels, déclarant : « J'ai réalisé une sculpture en bois du Grand Sceau des États-Unis qui était donné par certains Russes à l'ambassadeur des États-Unis auprès de l'Union soviétique et qui était accroché derrière son bureau, et qui contenait un appareil électronique permettant à des personnes extérieures possédant un certain type d'appareil technique d'entendre tout ce qui se passait. »
D'autres théories incluent le brouillage électronique et une idée populaire (bien que non prouvée) selon laquelle la technologie a été utilisée pour interférer avec la santé, l'esprit ou le comportement du personnel de l'ambassade américaine.

## Etudes sur la santé

### Tests humains aux États-Unis
Dans le procès-verbal d'une réunion du 12 mai 1969, le comité scientifique Pandora de la DARPA a évoqué des plans pour expérimenter sur huit sujets humains. Les sujets devaient être exposés au signal de Moscou puis soumis à une batterie complète de tests médicaux et psychologiques. Le comité a recommandé que les testicules des sujets de test masculins soient protégés, cependant, ces tests sur les humains n'ont pas été effectués. Le programme fut arrêté en 1969, l'effet du signal sur le comportement et/ou les fonctions biologiques étant jugé « trop subtil ou insignifiant pour être étudié ».

### Étude de l'ambassade de Moscou
En 1976, après avoir constaté une augmentation du rayonnement micro-ondes, le Département d'État des États-Unis a commandé une étude dirigée par Abraham Lilienfeld, assisté par le Département d'Épidémiologie de l'Université Johns Hopkins. Le but de l'étude était de comparer le personnel de l'ambassade de Moscou et ses familles avec le personnel et les familles associés à d'autres ambassades américaines d'Europe de l'Est, qui auraient partagé de nombreuses similitudes dans leur vie quotidienne. Le groupe exposé était composé du personnel qui avait travaillé à l'ambassade de Moscou du 1er janvier 1953 au 30 juin 1976, et de leurs familles à Moscou ; le groupe de comparaison était constitué de personnes travaillant dans d'autres ambassades d'Europe de l'Est, sélectionnées au cours de la même période, ainsi que de leurs familles. Bien que l'étude n'ait pas été publiée, son rapport de 1978 conclut à l'absence d'effets néfastes sur la santé.
Une étude espagnole de 2019, basée sur l'étude de 1978 et des informations déclassifiées et de nouvelles analyses statistiques, a révélé qu'en 1976, les employés de l'ambassade de Moscou avaient un taux de mortalité par cancer plus élevé que la population générale et un état de santé plus mauvais que l'ensemble des employés des ambassades européennes.

### Impacts suspectés sur la santé
L'ambassadeur Walter Stoessel est tombé malade en 1975 et présentait des symptômes tels que des saignements des yeux. Il est décédé plus tard d'une leucémie. Lors d'un appel téléphonique en 1975, le secrétaire d'État américain Henry Kissinger a lié la maladie de Stoessel aux micro-ondes et a déclaré « nous essayons de garder la chose sous silence ». Plusieurs autres des ambassadeurs et du personnel de l'ambassade sont morts d'un cancer mais aucun lien scientifiquement plausible n'a jamais été démontré entre les rayonnements non ionisants et un risque élevé de cancer.

## Contexte historique

### Avancement technologique
Le signal de Moscou a été utilisé pendant une période de la guerre froide communément appelée « confrontation par la détente ». Ce signal n’est qu’un exemple des nouvelles technologies développées pendant la guerre froide pour espionner d’autres pays sans avoir recours à un agent de renseignement humain. L'espionnage durant la guerre froide était impitoyable et a radicalement changé les relations internationales.

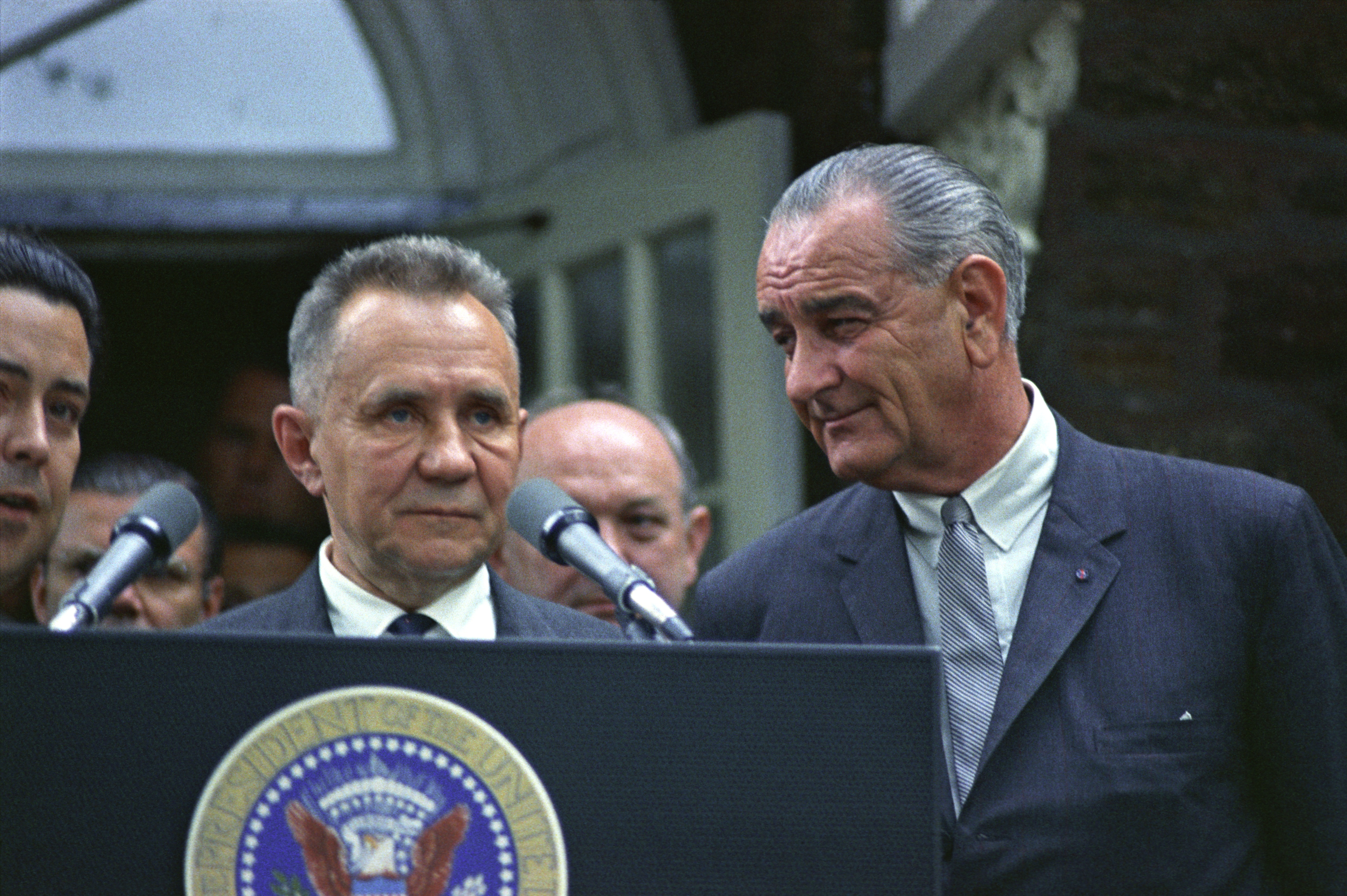
Le premier ministre soviétique Alexis Kossyguine (g.) et le président américain Lyndon B. Johnson lors du sommet de Glassboro.

### Le Sommet de Glassboro de 1967
La Conférence au sommet de Glassboro (Glassboro Summit Conference (en)) a eu lieu en juin 1967. Il s'agit d'une réunion entre le Président Lyndon B. Johnson et le premier ministre de l'Union soviétique Alexis Kossyguine, dont le but était de discuter des relations entre l'Union soviétique et les États-Unis. Il s'est tenu à Glassboro au New Jersey. Au cours de cette réunion, les États-Unis ont protesté à plusieurs reprises envers le Kremlin à propos de l'utilisation de la technologie des micro-ondes. Cependant, les protestations ont échoué car la technologie des micro-ondes a été utilisée à l'ambassade des États-Unis à Moscou pendant encore plusieurs années.